# I normanni a Parigi
Personnages
- Odone, comte de Paris (ténor)
- Berta, veuve de Carlomano, roi de France (soprano)
- Osvino, jeune chevalier français (soprano)
- Ordamante, chef des Normands sous les murs de Paris (basse)
- Tebaldo, prince français (basse)
- Ebbone, chevalier français (ténor)
- Chœur des guerriers et demoiselles français, soldats français et normands, pages et demoiselles

I normanni a Parigi (en français Les Normands à Paris)  est un opéra de Saverio Mercadante, sur un livret de Felice Romani, créé en 1832 au Teatro Regio (Turin).

## Argument
Berta, fille du comte de Tours et destinée à se marier avec Carlomano, eut secrètement un fils, Osvino, de Roberto de Poitiers, illustre chevalier français. Lorsque son père l'apprend, il la force à épouser Carlomano, lui faisant croire que Roberto est mort.
Mais Roberto a survécu à la tentative d'assassinat et s'est allié aux féroces Normands. Les années passent, Roberto, devenu chef normand sous le nom d'Ordamante, assiège Paris. Carlomano meurt et Osvino, désormais un guerrier adulte et apprécié, participe à la bataille pour défendre la ville. Roberto, ayant appris qui il est réellement grâce aux pratiques secrètes qu'il exerce à Paris, décide de lui sauver la vie en l'expulsant de Paris.
Mais Osvino meurt. Berta, en apprenant la nouvelle, est remplie de colère et maudit Roberto, puis le regrette immédiatement, mais les deux sont destinés à vivre séparés et malheureux.

## Structure musicale
- Symphonie

### Acte I
- Scène 1 : Introduction et Duo entre Ebbone et Tebaldo Una Reggente debole - A sostener Luterzia (chœur, Ebbone, Tebaldo)
- Scène 2 : Cavatine de Berta Era la notte... e supplice  (Berta, Ebbone, Chorus)
- Scène 3 : Duo entre Odone et Berta Sì, da un cor che va mancando
- Scène 4 : Cavatine d'Osvino S'egli è ver, che amico un Dio (Osvino, chœur)
- Scène 5 : Duo entre Osvino et Berta Colpo vibrasti orribile

### Acte II
- Scène 6 : Cavatine d'Ordamante D'uopo, ahi! d'uopo ha 'l mio cor
- Scène 7 : Duo entre Osvino et Ordamante - finale II Ah! non mai, non mai scoperto - Le guardie tutte accorrano (Osvino, Ordamante, Berta, Odone, Tebaldo, chœur)

### Acte III
- Scène 8 : Aria d'Ordamante Io l'amai qual s'ama il cielo (Ordamante, Osvino, chœur)
- Scène 9 : Chœur et aria d'Odone Sacro e tremendo incarico - Ah! che fate? Ah! mai non fia (chœur, Tebaldo, Odone, Ebbone)
- Scène 10 : Duo entre Osvino et Odone - Finale III Una preghiera ascolta - Che tento? Che spero? (Osvino, Odone, Berta, Tebaldo, Ebbone, chœur)

### Acte IV
- Scène 11 : Prière de Berta Cielo, fa grazia ai gemiti (Berta, Ordamante)
- Scène 12 : Duo de Berta et Ordamante Io t'amai; mi offriva Osmino (Berta, Ordamante, Osvino)
- Scène 13 : Aria et finale de Berta Ah! non mai... sì ria non sono (Berta, Ordamante, Ebbone, chœur)

## Réception
Saverio Mercadante compose l'opéra à l'automne 1831. La première a lieu le 7 février 1832 au Teatro Regio (Turin). À sa présentation, l'opéra est un succès
Les interprètes de la première représentation sont :
| Personnage | Interprète                  |
| ---------- | --------------------------- |
| Odone      | Giovanni Battista Verger    |
| Berta      | Adelaide Tosi               |
| Osvino     | Amalia Brambilla Verger     |
| Ordamante  | Giovanni Orazio Cartagenova |
| Tebaldo    | Giuseppe Visanetti          |
| Ebbone     | Vincenzo Lucantoni          |

Le chef d'orchestre et premier violon est Giovanni Battista Polledro, le claveciniste Giuseppe Tagliabò et le maître de chœur Giacomo Corini. La scénographie est réalisée par Fabrizio Sevesi et Luigi Vacca.
Selon Francesco Florimo (it), I normanni a Parigi est l'œuvre qui marque le début de la seconde manière dans le style de Mercadante.